# Sphecodes californicus
Sphecodes californicus är en biart som beskrevs av Meyer 1922. Sphecodes californicus ingår i släktet blodbin, och familjen vägbin. Inga underarter finns listade i Catalogue of Life.